# Yang Shaoqi
Yang Shaoqi (杨绍崎S, Yáng ShàoqíP; 8 febbraio 1976) è un'ex schermitrice cinese, specializzata nella spada. Ha vinto una medaglia di bronzo nella scherma ai Giochi olimpici.